# Virgen Benavides
Virgen Benavides Muñoz (ur. 31 grudnia 1974) – kubańska lekkoatletka, sprinterka. Złota medalistka mistrzostw Ameryki Środkowej i Karaibów, dwukrotna złota medalistka mistrzostw ibero-amerykańskich, złota medalistka igrzysk Ameryki Środkowej i Karaibów, medalistka igrzysk panamerykańskich oraz uniwersjady. Dwukrotna olimpijka (Ateny, Pekin).

## Przebieg kariery
W 1995 roku na mistrzostwach Ameryki Środkowej i Karaibów zdobyła złoty medal w sztafecie 4 × 100 m oraz brązowy medal indywidualnie w biegu na 100 m. W tymże roku zadebiutowała na mistrzostwach świata, podczas zmagań rozgrywanych w Göteborgu brała udział także w konkurencjach biegu na 100 m (odpadła w ćwierćfinale) i sztafety 4 × 100 m (Kubanki odpadły w półfinale, w tej fazie startowała też Benavides). W 1998 roku zdobyła pierwszy w karierze medal igrzysk Ameryki Środkowej i Karaibów (złoto w sztafecie 4 × 100 m), rok później zaś zdobyła pierwsze w karierze medale uniwersjady i igrzysk obu Ameryk.
W 2001 roku wywalczyła aż trzy medale mistrzostw Ameryki Środkowej i Karaibów – brązowe medale w konkurencjach biegu na 100 i 200 m, a także tytuł wicemistrzowski w biegu rozstawnym 4 × 100 m. Dwa lata później Kubanka zaliczyła premierowy start w halowych mistrzostwach świata, na których odpadła w półfinale biegu na 60 m. W 2004 roku wystąpiła na mistrzostwach ibero-amerykańskich, tam zdobyła dwa złote medale – w biegu na 100 m i w biegu sztafet 4 × 100 m.
W czasie igrzysk olimpijskich w Atenach była członkinią kubańskiej sztafety 4 × 100 m. Ekipa z udziałem Benavides odpadła w eliminacjach, uzyskując czas 43,60 plasujący Kubanki na 6. miejscu w grupie oraz na
11. miejscu wśród wszystkich zgłoszonych do konkursu sztafet. Cztery lata później wystąpiła na igrzyskach olimpijskich – tym razem rywalizowała w pojedynkę w ramach konkursu biegu na 100 m, w jego trakcie odpadła w ćwierćfinale (z czasem 11,40 zajęła 5. miejsce w grupie i 19. miejsce wśród wszystkich ćwierćfinalistek, ex aequo z Iwet Łałową).
Po raz ostatni w zawodach lekkoatletycznych wystąpiła w lipcu 2009 roku podczas mistrzostw Ameryki Środkowej i Karaibów w Hawanie. W ich ramach Kubanka odpadła w fazie eliminacyjnej konkursu biegu na 100 m.

## Osiągnięcia
| Rok     | Zawody                                   | Miasto              | Miejsce | Konkurencja        | Wynik |
| ------- | ---------------------------------------- | ------------------- | ------- | ------------------ | ----- |
| 1995    | Mistrzostwa Ameryki Środkowej i Karaibów | Gwatemala           | brąz    | bieg na 100 m      | 11,59 |
| 1995    | Mistrzostwa Ameryki Środkowej i Karaibów | Gwatemala           | złoto   | sztafeta 4 × 100 m | 44,41 |
| 1995    | Mistrzostwa świata                       | Göteborg            | 6. QF   | bieg na 100 m      | 11,49 |
| 1995    | Mistrzostwa świata                       | Göteborg            | DSQ SF  | sztafeta 4 × 100 m | N/A   |
| 1998    | Igrzyska Ameryki Środkowej i Karaibów    | Maracaibo           | 5.      | bieg na 100 m      | 11,66 |
| 1998    | Igrzyska Ameryki Środkowej i Karaibów    | Maracaibo           | 4.      | bieg na 200 m      | 23,28 |
| 1998    | Igrzyska Ameryki Środkowej i Karaibów    | Maracaibo           | złoto   | sztafeta 4 × 100 m | 43,89 |
| 1999    | Uniwersjada                              | Palma de Mallorca   | brąz    | bieg na 100 m      | 11,25 |
| 1999    | Igrzyska panamerykańskie                 | Winnipeg            | 4.      | bieg na 100 m      | 11,28 |
| 1999    | Igrzyska panamerykańskie                 | Winnipeg            | brąz    | sztafeta 4 × 100 m | 43,52 |
| 2001    | Mistrzostwa Ameryki Środkowej i Karaibów | Gwatemala           | brąz    | bieg na 100 m      | 11,48 |
| 2001    | Mistrzostwa Ameryki Środkowej i Karaibów | Gwatemala           | brąz    | bieg na 200 m      | 23,36 |
| 2001    | Mistrzostwa Ameryki Środkowej i Karaibów | Gwatemala           | srebro  | sztafeta 4 × 100 m | 45,09 |
| 2003    | Halowe mistrzostwa świata                | Birmingham          | 4. SF   | bieg na 60 m       | 7,28  |
| 2003    | Mistrzostwa Ameryki Środkowej i Karaibów | Saint George’s      | 4.      | bieg na 100 m      | 11,37 |
| 2003    | Mistrzostwa Ameryki Środkowej i Karaibów | Saint George’s      | brąz    | sztafeta 4 × 100 m | 43,83 |
| 2003    | Igrzyska panamerykańskie                 | Santo Domingo       | 4.      | bieg na 100 m      | 11,28 |
| 2003    | Igrzyska panamerykańskie                 | Santo Domingo       | srebro  | sztafeta 4 × 100 m | 43,40 |
| 2003    | Mistrzostwa świata                       | Paryż               | 5. QF   | bieg na 100 m      | 11,40 |
| 2003    | Mistrzostwa świata                       | Paryż               | 4. H    | sztafeta 4 × 100 m | 43,82 |
| 2004    | Mistrzostwa ibero-amerykańskie           | Huelva              | złoto   | bieg na 100 m      | 11,33 |
| 2004    | Mistrzostwa ibero-amerykańskie           | Huelva              | złoto   | sztafeta 4 × 100 m | 43,66 |
| 2004    | Igrzyska olimpijskie                     | Ateny               | 6. H    | sztafeta 4 × 100 m | 43,60 |
| 2006    | Igrzyska Ameryki Środkowej i Karaibów    | Cartagena de Indias | 5.      | bieg na 100 m      | 11,61 |
| 2006    | Igrzyska Ameryki Środkowej i Karaibów    | Cartagena de Indias | złoto   | sztafeta 4 × 100 m | 43,29 |
| 2007    | Igrzyska panamerykańskie                 | Rio de Janeiro      | 6. SF   | bieg na 100 m      | 11,45 |
| 2007    | Igrzyska panamerykańskie                 | Rio de Janeiro      | brąz    | sztafeta 4 × 100 m | 43,80 |
| 2007    | Mistrzostwa świata                       | Osaka               | DSQ     | sztafeta 4 × 100 m | N/A   |
| 2008    | Halowe mistrzostwa świata                | Walencja            | 5. SF   | bieg na 60 m       | 7,25  |
| 2008    | Mistrzostwa Ameryki Środkowej i Karaibów | Cali                | 8.      | bieg na 100 m      | 11,55 |
| 2008    | Igrzyska olimpijskie                     | Pekin               | 5. QF   | bieg na 100 m      | 11,40 |
| 2009    | Mistrzostwa Ameryki Środkowej i Karaibów | Hawana              | 4. H    | bieg na 100 m      | 11,65 |
| Źródło: |                                          |                     |         |                    |       |

Zdobyła indywidualnie osiem tytułow mistrzyni kraju – sześciokrotnie w biegu na 100 m (1997-1999, 2001, 2005, 2007) oraz dwukrotnie w biegu na 200 m (1998, 1999).

## Rekordy życiowe
- bieg na 100 m – 11,14 (27 lutego 1999, Camagüey)
- bieg na 200 m – 22,93 (11 marca 2000, Camagüey)
- sztafeta 4 × 100 m – 43,04 (17 lipca 2004, Madryt)

Halowe
- bieg na 60 m – 7,16 (15 lutego 2004, Karlsruhe)

Źródło: 